# (7398) Walsh
(7398) Walsh est un astéroïde de la ceinture principale.

## Description
(7398) Walsh est un astéroïde de la ceinture principale. Il fut découvert le 3 novembre 1986 à l'Observatoire Kleť par Antonín Mrkos. Il présente une orbite caractérisée par un demi-grand axe de 2,19 UA, une excentricité de 0,04 et une inclinaison de 4,9° par rapport à l'écliptique.

## Compléments